# Форма рельєфу

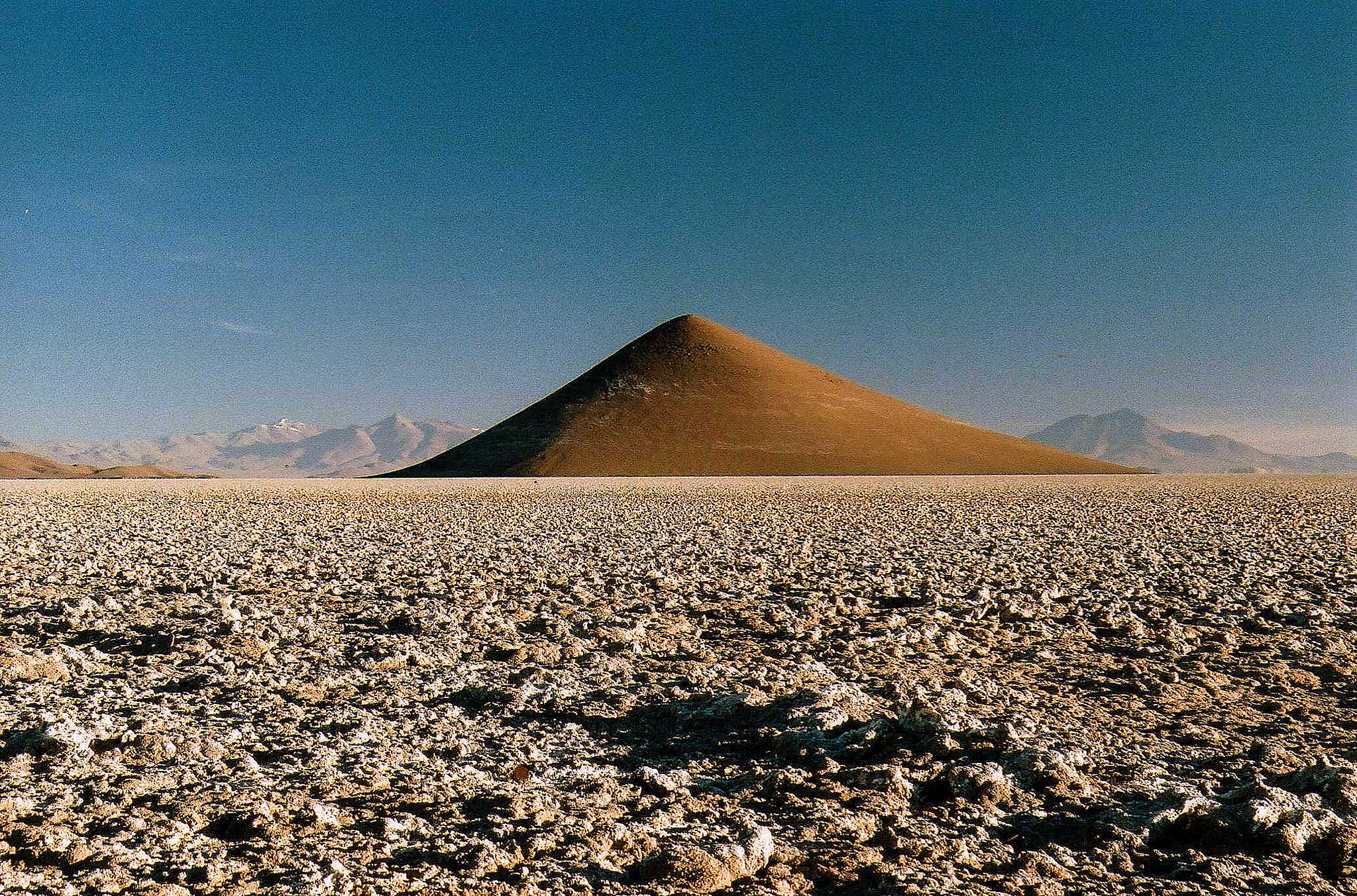
Форма рельєфу, Сальта (Аргентина).

Форма рельєфу — нерівність поверхні літосфери певного масштабу. Форма рельєфу — це одиниця геоморфології.

## Основні форми рельєфу
Зважаючи на велику різноманітність нерівностей земної поверхні, можна виділити основні форми рельєфу: гора, котловина, хребет, западина, сідловина.
Гора (або пагорб) — це височина конусоподібної форми. Вона має характерну точку — вершину, бічні скати (або схили) і характерну лінію — лінію підошви. Лінія підошви — це лінія злиття бічних скатів з навколишньою місцевістю. На скатах гори іноді бувають горизонтальні майданчики, які називають виступами.
Вершина — це найвища точка висоти.
Котловина — це поглиблення конусоподібної форми. Котловина має характерну точку — дно, бічні скати (або схили) і характерну лінію — лінію бровки. Лінія бровки — це лінія злиття бічних скатів з навколишньою місцевістю.
Хребет — це витягнута височина, що поступово знижується в одному напрямку. Він має характерні лінії: одну лінію вододілу, утворену бічними схилами при їх злитті вгорі, і дві лінії підошви.
Лощина — це витягнуте і відкрите з одного кінця поглиблення, що поступово знижується. Лощина має характерні лінії: одну лінію водозливу (або лінію тальвега), утворену бічними скатами при їх злитті внизу, і дві лінії бровки.
Сідловина — це невелике зниження між двома сусідніми горами; як правило, сідловина є початком двох лощин, які знижуються в протилежних напрямках. Сідловина має одну характерну точку — точку сідловини (в горах — перевал), що розташовується в найнижчому місці сідловини.
Рівнина — значна за площею ділянка поверхні суходолу, для якої характерні: незначний ухил місцевості (до 5°), невелике коливання висот (до 200 м), яке якщо й сягає сотень метрів, то ці зміни мають місце на дуже великій площі. Що веде до того, що висоти сусідніх точок мало відрізняються одна від одної.
Існують різновиди перерахованих основних форм, наприклад, різновиди лощини: долина, яр, каньйон, вимоїна, балка і т. д. Іноді різновиди основних форм характеризують особливості рельєфу конкретної ділянки місцевості, наприклад, в горах бувають піки — загострені вершини гір, ущелини, міжгір'я, щоки, плато, перевали і т. д.
Вершина гори, дно улоговини, точка сідловини є характерними точками рельєфу; лінія вододілу хребта, лінія водозливу лощини, лінія підошви гори або хребта, лінія бровки улоговини або лощини є характерними лініями рельєфу.

## Класифікація
Форми рельєфу відрізняються:
- за розмірами (планетарні форми рельєфу, мегаформи рельєфу, макроформи рельєфу, мезоформи рельєфу, мікрофільми рельєфу, наноформи рельєфу)[1];
- за походженням (тектонічні, вулканічні, водно-ерозійні, льодовикові, карстові, еолові та ін.);
- за віком та іншими ознаками[2];
- за формою (позитивні форми рельєфу, негативні форми рельєфу)[1].

### Планетарні форми рельєфу
- Материк
- Геосинклінальні пояси
- Ложе океану
- Серединно-океанічні хребти

### Мегаформи рельєфу
Приклади: западина Мексиканської затоки, западина Карибського моря, гірська система Альп, гірська система Кавказу, плато Декан.

### Макроформи рельєфу
Окремі хребти й западини будь-якої гірської країни Приклади: Головний Кавказький хребет, Бзибський хребет (Абхазія)…

### Мезоформи рельєфу
Приклади: яр, балка, долина струмка, печера, гірський хребет, великі акумулятивні форми типу барханних ланцюгів ….

### Мікроформи рельєфу
Приклади: карстова вирва, грот, колодязь, ерозійна вибоїна, береговий вал…

### Наноформи рельєфу
Приклади: кротовина, лугова купина, сурчина, дрібні ерозійні борозенки, знаки брижів на поверхні еолових форм або на морському дні.